# Asaphomorpha colasi
Asaphomorpha colasi är en skalbaggsart som beskrevs av Dewailly 1950. Asaphomorpha colasi ingår i släktet Asaphomorpha och familjen Melolonthidae. Inga underarter finns listade.